# Senador Elói de Souza
Senador Elói de Souza é um município brasileiro do estado do Rio Grande do Norte. A cidade também conhecida por somente Elói de Souza e localiza-se no Agreste Potiguar do RN.  

## Geografia
A cidade de Senador Eloi de Souza, Está localizado na região do Agreste Potiguar. De acordo com Estimativa do IBGE (Instituto Brasileiro de Geografia e Estatística) no ano 2024, sua população era de 6.007 habitantes. Área territorial de 163 km².

## Prefeitos
- Lista de prefeitos de Senador Elói de Souza